# 郷瀬川

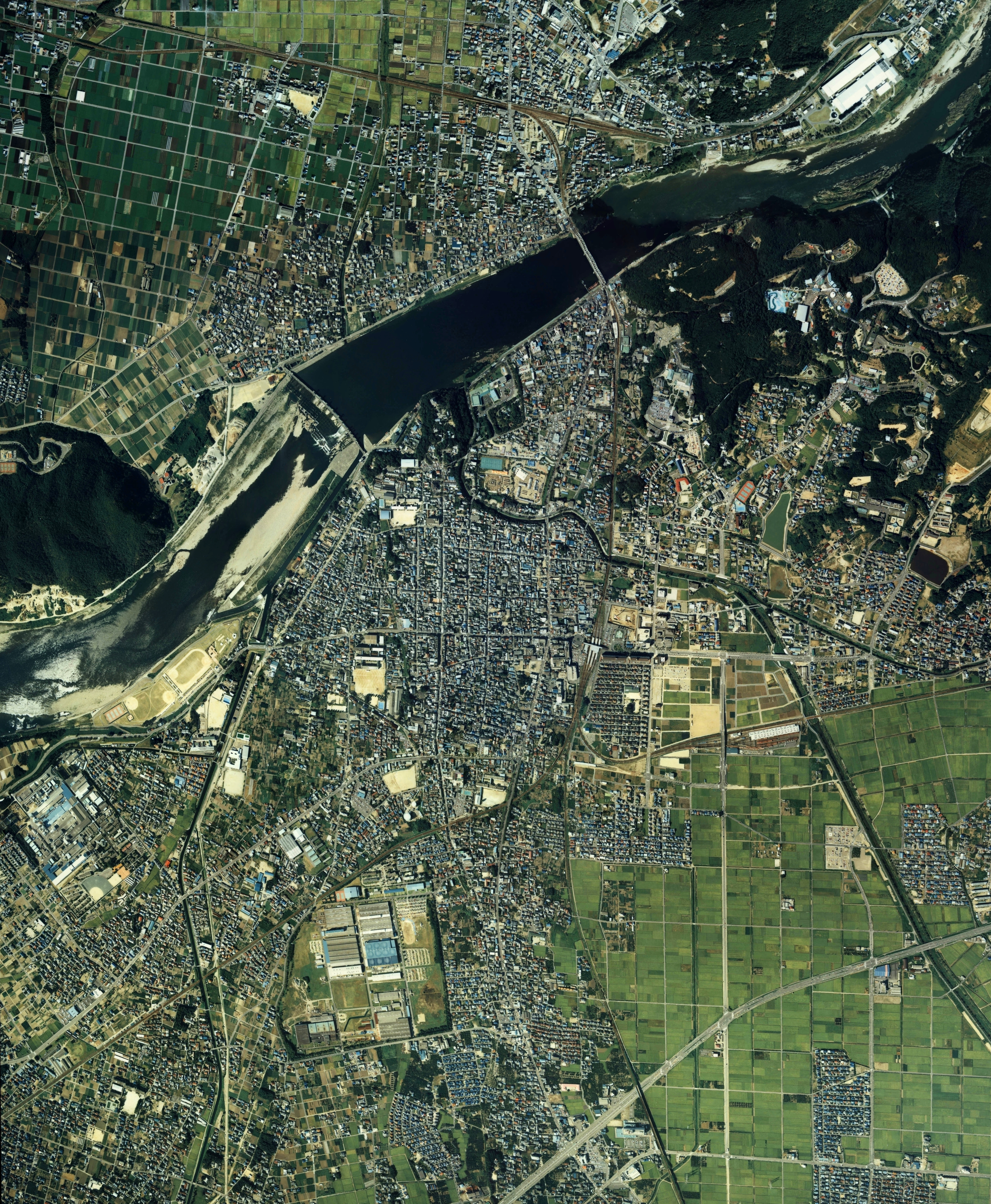
木曽川の犬山頭首工付近の航空写真。犬山頭首工のやや上流で合流するのが郷瀬川で、郷瀬川から南に分岐するのが新郷瀬川。

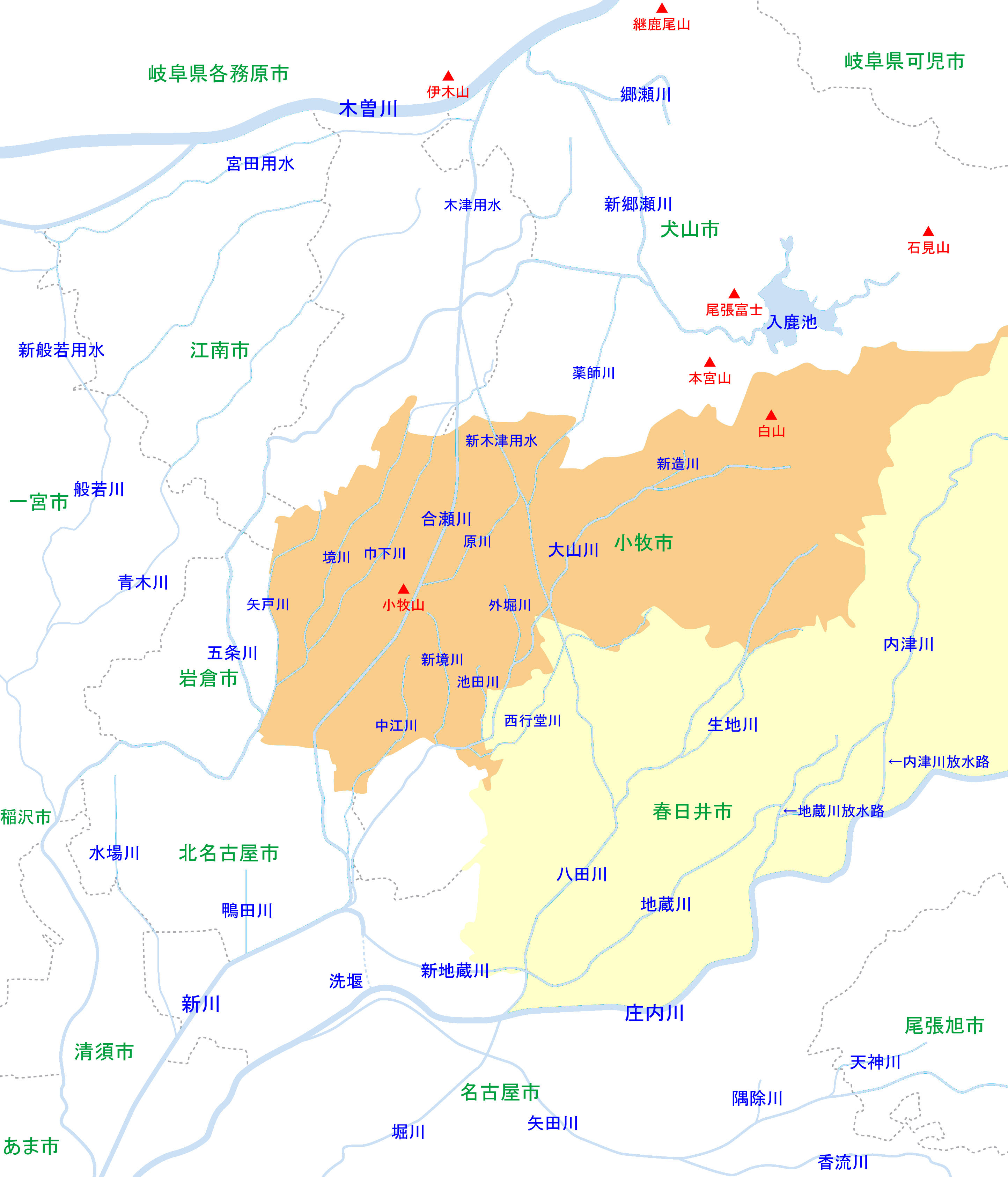
小牧市・春日井市周辺河川の位置関係図

郷瀬川（ごうせがわ）は、木曽川水系の一級河川。愛知県犬山市を流れる。木曽川本川に合流する1次支川。

## 地理
愛知県犬山市塔野地付近の新池を水源とし、犬山市犬山にある犬山城の東側で木曽川に合流する。河川法における河川延長は4.4㎞。
最上流部では15メートルほどの川幅の掘込み河道であり、緩やかな傾斜で河床には植生も見られる。善師野川が合流する付近では北側に山裾が迫っており、この付近で急激に西向きに流れを変える。新郷瀬川の合流点付近まで徐々に川幅は広がるが、この付近にはやや急な勾配の区間も存在する。新郷瀬川が合流すると川幅30メートルで流れは緩やかになるが、木曽川の合流部は約13メートルの落差があり常時滝のように流れ落ちており、その手前も比較的急な勾配となっている。

## 歴史
現在の犬山市富岡新町付近以下の郷瀬川の流路は人工的な河道である。かつての郷瀬川は犬山市富岡新町付近から西に流れて、現在の合瀬川筋で庄内川へと合流していた。1868年（明治元年）の長雨で入鹿池決壊による水害が発生したのを契機に五条川の河川改修が計画され、その工事の中で1886年（明治19年）に郷瀬川は現在のように木曽川へと付け替えられた。五条川から郷瀬川を経て木曽川に放水する新郷瀬川は1944年（昭和19年）に完成した。